# Нильсен, Лесли
Ле́сли Уи́льям Ни́льсен (англ. Leslie William Nielsen; 11 февраля 1926[…], Реджайна — 28 ноября 2010[…], Форт-Лодердейл, Флорида) — канадский и американский актёр, наиболее известный по своим комедийным ролям в кинофильмах 1980—2000-х годов.

## Биография
Лесли Уильям Нильсен родился 11 февраля 1926 года в канадском городе Реджайна в провинции Саскачеван. Его мать, Мэйбл Элизабет, эмигрировала из Великобритании в Канаду, где познакомилась с его будущим отцом, датчанином Ингвардом Эверсеном Нильсеном — констеблем Королевской канадской конной полиции. Лесли был младшим ребёнком в семье; его старший брат — Эрик Нильсен (1924—2008) в 1980-е годы занимал посты вице-премьер-министра и министра обороны Канады. Его дядя (единоутробный брат его отца) — Джин Хершолт — также известный киноактёр, обладатель двух почётных премий «Оскар».
Вскоре семья переехала в город Эдмонтон, где мальчики посещали школу. Во время Второй мировой войны Лесли Нильсен был принят в Королевские военно-воздушные силы Канады, где прошёл необходимую подготовку, но так и не был отправлен в места военных действий из-за юного возраста и плохого слуха. После окончания несения службы Нильсен работал диктором на местном канадском радио.

### Семья и личная жизнь
Лесли Нильсен был женат четыре раза. В последний раз он женился в 2001 году, когда узаконил длившиеся с 1983 года отношения с Барбарой Эрл. Две дочери от второго брака (с актрисой Алисанде Ульман), Теа Нильсен Дисней и Маура Нильсен Каплан (обе также актрисы).
Большую часть жизни страдал глухотой и был вынужден пользоваться различными слуховыми аппаратами.
В жизни был известен как большой любитель шуток и розыгрышей. Эпитафия на могиле гласит «Let 'er rip» (примерный перевод — «Ну, давай! Поехали!»), отсылая к одному из его любимых розыгрышей.

## Актёрская карьера

### 1950—1960-е: начало карьеры

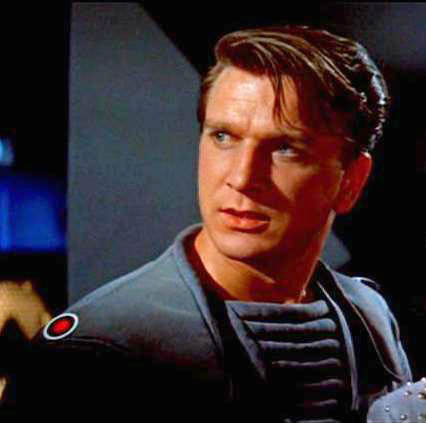
Кадр из фильма «Запретная планета», 1956 год

Лесли Нильсен говорил, что обязан своими актёрскими способностями строгому отцу, которому он часто врал, чтобы избежать наказания. Решив посвятить себя актёрскому ремеслу, Нильсен переехал в Нью-Йорк. В 1949 году, после обучения в нью-йоркской театральной школе (он учился у таких знаменитых мастеров, как Сэнфорд Мейснер и Марта Грэм) он, вместе с другом, также будущей звездой, Чарлтоном Хестоном, получил свою первую телевизионную роль в «Battleship Bismarck». В течение нескольких лет Лесли Нильсен играл в различных телевизионных драмах, включая «Сказки завтрашнего дня» (1952). По признанию самого актёра, он сам не помнит, в скольких эпизодах различных телесериалов он участвовал — то ли в тысяче, то ли в полутора тысячах.

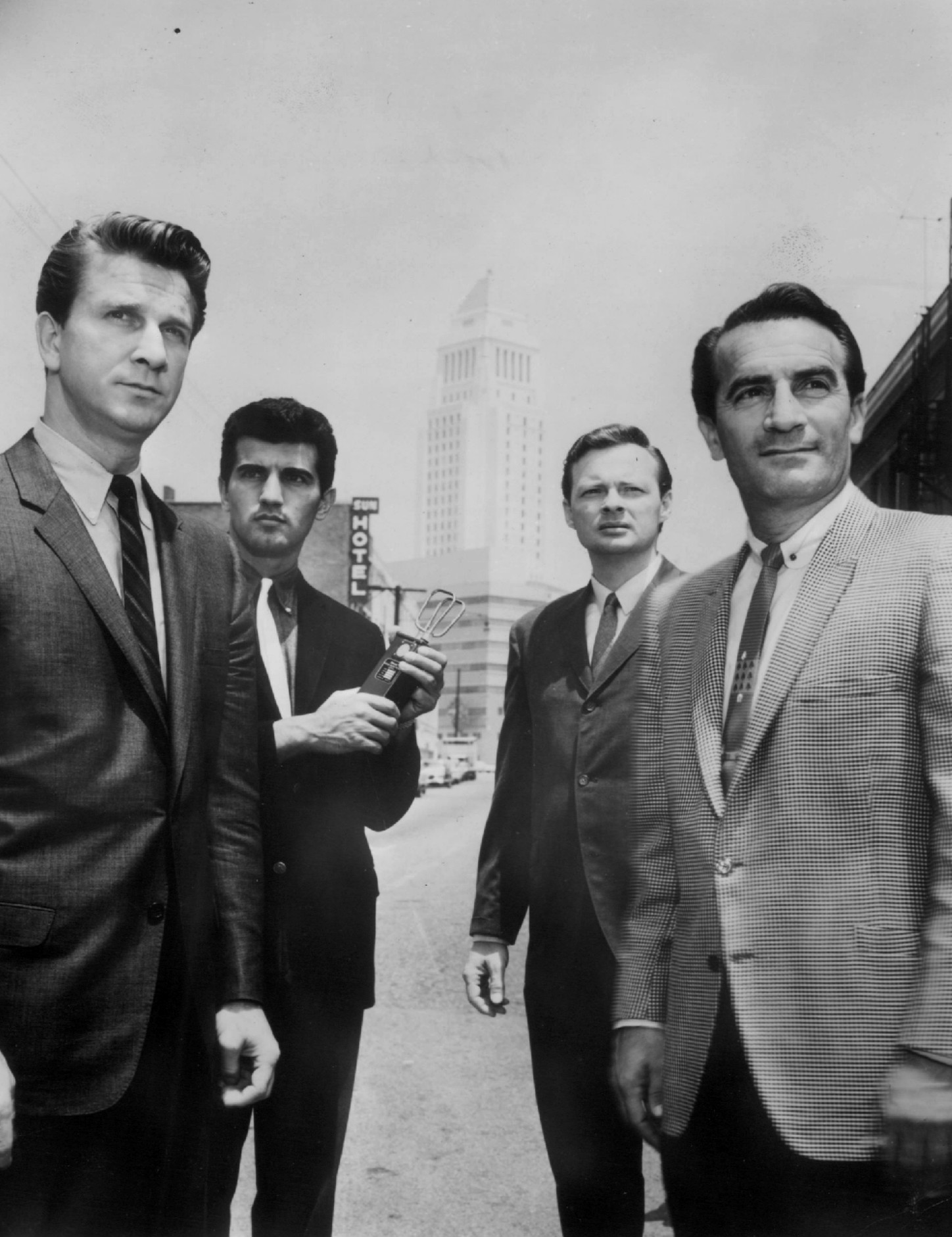
Съёмки сериала The New Breed, 1961 год

В середине пятидесятых Лесли Нильсен перебрался в Голливуд, где впервые снялся в кино. «Выкуп» и «Запретная планета» (1956) Фреда Уилкокса — первые картины Нильсена. Фильм «Запретная планета», в котором он сыграл главную роль — героического капитана Адамса, командира космического корабля, стал культовым и на десятилетие определил основные пути развития космической фантастики. Он принес Нильсену первую известность в США. Однако, связанный контрактом с MGM, в 1950—1960-е годы в кино актёр получал, в основном, незначительные роли, больше снимаясь для телевидения, в том числе в культовых сериалах «Альфред Хичкок представляет», «Диснейленд», «Дымок из ствола», «Сыромятная плеть», «Неприкасаемые» и др. Насчет MGM Нильсен говорил, что эта кинокомпания как «салон Тиффани, в котором забыли, зачем им серебро», имея в виду, что многие талантливые и перспективные актёры, в том числе он сам, не получали должного внимания и применения, вынужденные играть многочисленные второплановые роли без права выбора. За этот период Лесли Нильсен снялся почти в 20 фильмах, включая относительно известные «Харлоу» (1965), «Житель равнин» (1966), «Пастух» (1958), «Красавчик Жест» (1966), постепенно приобретя статус крепкого профессионала для разноплановых ролей в жанровых фильмах.

### 1970-е: становление образа

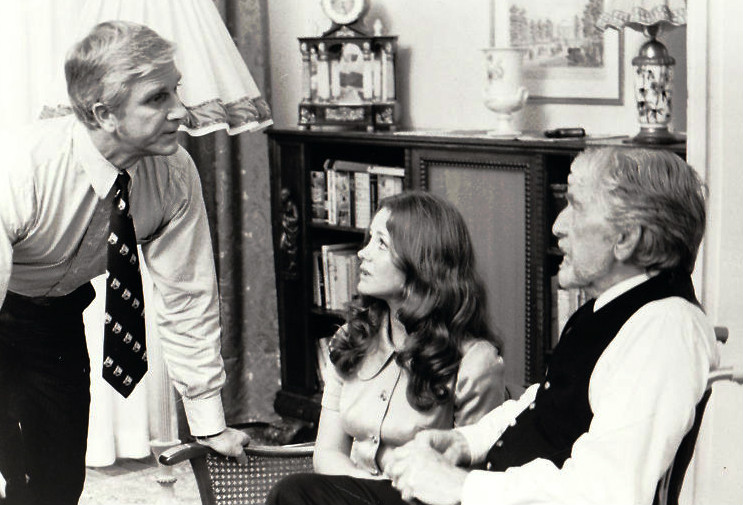
Кадр из сериала The Men: Assignment Vienna, 1972 год

В 70-е Нильсен работает, в основном, на телевидении, снимаясь в эпизодах таких знаменитых сериалов, как «Чертова служба в госпитале МЭШ», «Коломбо», «Улицы Сан-Франциско», «Кунг-фу», «Остров фантазий», играя, в основном, отрицательные роли харизматичных шпионов, военных и политиков. Единственная вылазка в «большое кино» в этот период — эпохальный фильм-катастрофа Рональда Нима «Приключение „Посейдона“» (1972), ставший большим хитом; Нильсен и здесь сыграл роль второго плана — капитана терпящего бедствие лайнера.
В то же время он играл главные роли в фильмах категории Б, яркими примерами которых стали: «Генерал» (1976), «День животных» (1977) и «Амстердамское убийство» (1977).

### 1980-е: смена амплуа
В начале восьмидесятых Лесли Нильсен не без помощи комедиографов братьев Цукер и Джима Абрахамса неожиданно и кардинально меняет своё амплуа. На смену серьёзному флегматичному герою приходит маска неугомонного и туповатого плейбоя пенсионного возраста, созданная в противовес тем ролям, которые Нильсен играл в молодости — пародия на бесконечных детективов, шпионов, полицейских инспекторов, вояк, политиков, космонавтов и ковбоев. Поворотной точкой была удачная пародийная комедия «Аэроплан!» (1980). К Нильсену постепенно приходит настоящая слава. В 1982 году Лесли Нильсен играет главную роль в «Полицейском отряде!», играя патриотичного и туповатого детектива Фрэнка Дребена. Персонаж получил своё развитие в комедии «Голый пистолет» (1988) под режиссурой Дэвида Цукера. Фильм стал большим хитом, а Лесли Нильсен — известным во всём мире. Последовали два удачных продолжения фильма — «Голый пистолет 2½: Запах страха» (1991), «Голый пистолет 33⅓: Последний выпад» (1994). Лесли Нильсен говорил, что работа с Цукерами и Джимом Абрахамсом для него была большой удачей.

### 1990-е: расцвет карьеры
Последовали другие в разной степени удачные комедийные фильмы, среди которых «Изгоняющий заново» (1990) «Неистребимый шпион» (1996), «Мистер Магу» (1997), «Без вины виноватый» (1998), «Шестой элемент» (2000), «Дракула: Мёртвый и довольный» (1995) Мела Брукса, «Очень страшное кино 3» (2003), «Очень страшное кино 4» (2006), где актёр культивирует полюбившийся зрителям пародийный образ, схожий с образом Дребена. Параллельно с этим он участвует в семейных фильмах, на роли в которых соглашался, по его словам, потому что очень любил возиться с детьми. Наиболее успешные из этих лент: «Всё, что я хочу на Рождество» (1991), «Возьми ребёнка напрокат» (1995), «Семейный план» (1997), «Каникулы Санта Клауса» (2000). Одновременно с этим Лесли Нильсен вернулся на телевидение, снимаясь в различных телешоу и сериалах, имевших большой успех, среди которых особенно большую известность получил сериал «Докторология».
Несмотря на возраст и проблемы со здоровьем, актёр продолжал много сниматься и в последние годы своей жизни. В 2008 году он снялся в трёх фильмах, в том числе — «Американской сказке» одного из братьев Цукеров, Дэвида, а фильм «Старьё» вышел в год смерти артиста. В общей сложности Нильсен появлялся более чем в ста фильмах и 1 500 телеэпизодах, сыграв более двухсот ролей.

### Смерть

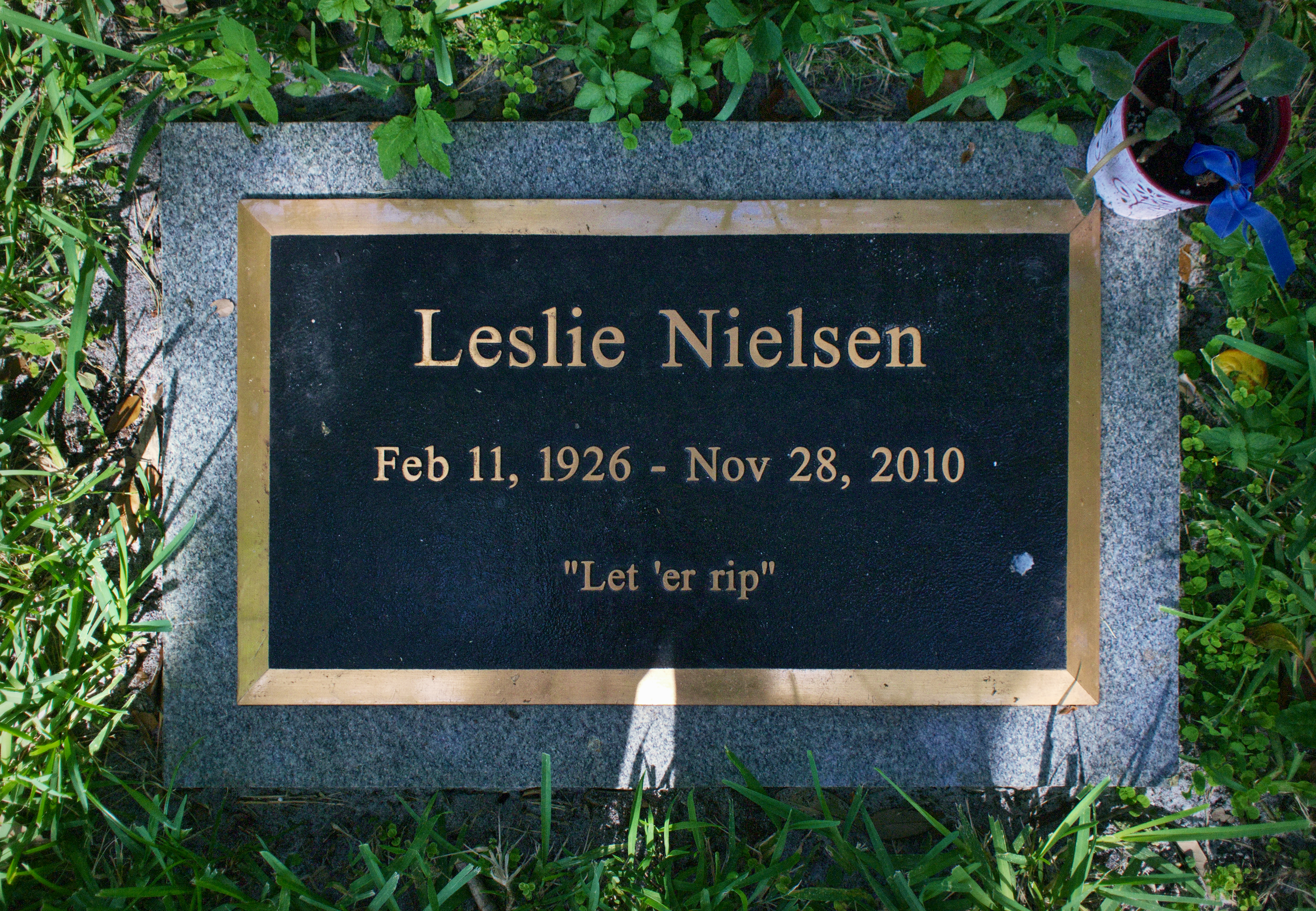
Надгробие на могиле Лесли Нильсена в Форт-Лодердейле

Лесли Нильсен скончался 28 ноября 2010 года во сне в больнице, расположенной неподалёку от своего дома в городе Форт-Лодердейл (штат Флорида), от пневмонии. Его семья и друзья были возле него до самого момента смерти.
7 декабря 2010 года состоялись частные похороны Лесли Нильсена в городе Форт-Лодердейл, штат Флорида, где присутствовали только близкие родственники и друзья актёра.

## Избранная фильмография
| Год  |    | Русское название                               | Оригинальное название                          | Роль                          |
| ---- | -- | ---------------------------------------------- | ---------------------------------------------- | ----------------------------- |
| 1956 | ф  | Выкуп                                          | Ransom!                                        | Чарли Телфер                  |
| 1956 | ф  | Запретная планета                              | Forbidden Planet                               | Джон Джей Адамс               |
| 1957 | ф  | Тэмми и холостяк                               | Tammy and the Bachelor                         | Питер Брент                   |
| 1965 | ф  | Харлоу                                         | Harlow                                         | Ричард Манли                  |
| 1965 | ф  | Тёмный убийца                                  | Dark Intruder                                  | Брет Кингсфорд                |
| 1966 | ф  | Красавчик Жест                                 | Beau Geste!                                    | Lt. De Ruse                   |
| 1967 | ф  | Астронавт поневоле                             | The Reluctant Astronaut                        | Майор Фред Гиффорд            |
| 1971 | тф | Коломбо. На грани нервного срыва (Леди ждёт)   | Columbo: Lady in waiting                       | Питер Хамилтон                |
| 1972 | ф  | Приключение «Посейдона»                        | The Poseidon Adventure                         | Капитан Харрисон              |
| 1972 | с  | МЭШ                                            | M.A.S.H.                                       | Базз Брайтон                  |
| 1975 | тф | Коломбо. Кризис личности                       | Columbo: Identity Crisis                       | Джеронимо / Эй Джей Хэндерсон |
| 1977 | ф  | День животных                                  | Day of the Animals                             | Пол Дженсон                   |
| 1979 | ф  | Город в огне                                   | City On Fire                                   | мэр Уильям Дадли              |
| 1980 | ф  | Аэроплан!                                      | Airplane!                                      | Доктор Румак                  |
| 1980 | ф  | Выпускной                                      | Prom Night                                     | Мистер Реймонд Хэммонд        |
| 1981 | ф  | Голый космос                                   | Naked Space                                    | Капитан Джеймисон             |
| 1982 | ф  | Неправый прав                                  | Wrong Is Right                                 | Франклин Мэллори              |
| 1982 | с  | Полицейский отряд!                             | Police Squad!                                  | Детектив Фрэнк Дребен         |
| 1982 | ф  | Калейдоскоп ужасов                             | Creepshow                                      | Ричард Викерс                 |
| 1986 | ф  | Свой в доску                                   | Soul Man                                       | Мистер Дунбар                 |
| 1987 | ф  | Дом, там где Харт                              | Home Is Where the Hart Is                      | Шериф Нэшвилл Шварц           |
| 1987 | ф  | Чокнутые                                       | Nuts                                           | Аллен Грин                    |
| 1988 | ф  | Голый пистолет                                 | The Naked Gun: From the Files of Police Squad! | Лейтенант Фрэнк Дребен        |
| 1990 | ф  | Рецидив                                        | Repossessed                                    | Отец Джебедайя Майи           |
| 1991 | ф  | Всё, что я хочу на Рождество                   | All I Want for Christmas                       | Санта                         |
| 1991 | ф  | Голый пистолет 2½: Запах страха                | The Naked Gun 2½: The Smell of Fear            | Лейтенант Фрэнк Дребен        |
| 1993 | ф  | Ниндзя-сёрферы                                 | Surf Ninjas                                    | Colonel Chi                   |
| 1993 | с  | Голова Германа                                 | Herman’s Head                                  | Бог                           |
| 1994 | ф  | Операция чистые руки. 2000 лет и полгода назад | S.P.Q.R. 2000e 1/2 anni fa                     | сенатор Циник / Cinico        |
| 1994 | ф  | Голый пистолет 33⅓: Последний выпад            | The Naked Gun 33 1/33: The Final Insult        | Лейтенант Фрэнк Дребен        |
| 1995 | тф | Ребёнок напрокат                               | Rent-a-Kid                                     | Гарри Хабер                   |
| 1995 | ф  | Дракула: Мёртвый и довольный                   | Dracula: Dead and Loving It                    | Дракула                       |
| 1996 | ф  | Неистребимый шпион                             | Spy Hard                                       | Дик Стил, агент WD-40         |
| 1997 | ф  | Мистер Магу                                    | Mr. Magoo                                      | Мистер Куинси Магу            |
| 1997 | ф  | Семейный план                                  | Family Plan                                    | Гарри Хабер                   |
| 1998 | ф  | Без вины виноватый                             | Wrongfully Accused                             | Райан Харрисон                |
| 1999 | ф  | Пираты четвертого измерения                    | Pirates 4D                                     | Капитан Лаки                  |
| 2000 | ф  | Шестой элемент                                 | 2001: A Space Travesty                         | Ричард «Дик» Членс            |
| 2000 | тф | Каникулы Санта Клауса                          | Santa Who?                                     | Санта Клаус                   |
| 2001 | ф  | Снежный гонщик                                 | Kevin of the North                             | Клив Тортон / Водитель        |
| 2001 | ф  | Камуфляж                                       | Camouflage                                     | Джек Поттер                   |
| 2002 | ф  | Парни с мётлами                                | Men with Brooms                                | Гордон Каттер                 |
| 2003 | ф  | Очень страшное кино 3                          | Scary Movie 3                                  | Президент Харрис              |
| 2006 | ф  | Очень страшное кино 4                          | Scary Movie 4                                  | Президент Харрис              |
| 2007 | ф  | Музыка внутри                                  | Music Within                                   | Билл Остин                    |
| 2008 | ф  | Супергеройское кино                            | Superhero movie                                | Дядя Альберт                  |
| 2008 | ф  | Американская сказка                            | An American Carol                              | в роли себя                   |
| 2008 | в  | Удар по воротам 3: Молодежная лига             | Slap Shot 3: The Junior League                 | Майор Чарльстона              |
| 2009 | ф  | Очень испанское кино                           | Spanish Movie                                  | Доктор Нильсен                |
| 2009 | ф  | Стан Хельсинг                                  | Stan Helsing                                   | Кэй                           |
| 2010 | ф  | Стоунервилль                                   | Stonerville                                    | Продюсер                      |

## Достижения

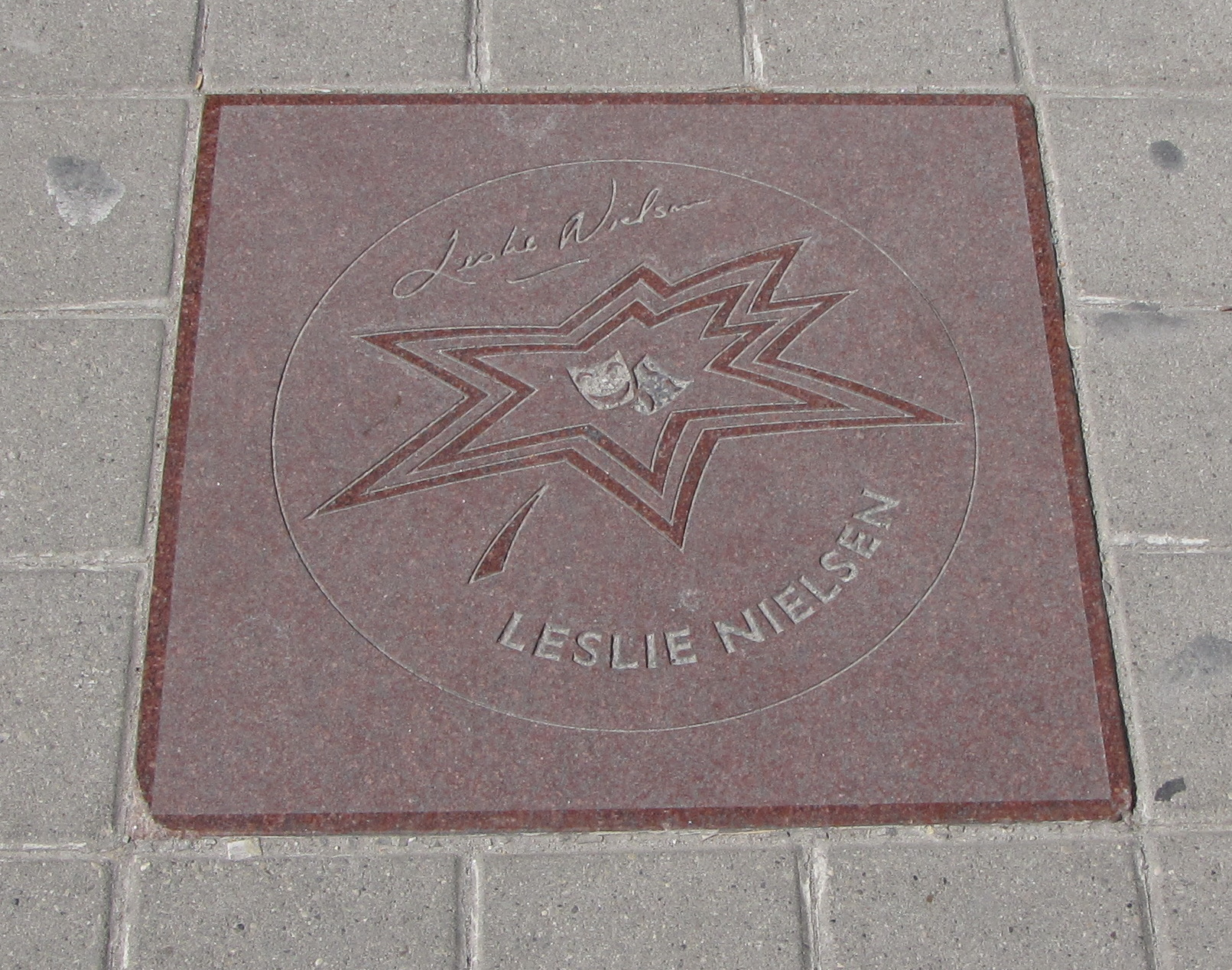
Звезда Лесли Нильсена на «Аллее славы» в Канаде

Среди других многочисленных наград в 1995 году Лесли Нильсен получил премию Джека Бенни Калифорнийского университета за комедийные роли. В 1988 году он стал 1884-м человеком, получившим звезду на Аллее славы в Голливуде. В 2001 году он был введён в Канадскую Аллею славы. В следующем году он стал офицером Ордена Канады, хотя он уже был натурализованным гражданином США.
20 февраля 2002 года Нильсен был назван почётным гражданином Западной Вирджинии и «Послом доброй воли Западной Вирджинии». Нильсен посещал штат много раз для общения и наставничества друзей. В 2003 году Альянс канадского кино, телевидения и радио наградил его премией «ACTRA Excellence». 19 мая 2005, во время праздничных мероприятий, посвященных столетию его родной провинции Саскачеван, артист был представлен королеве Елизавете II.